# Мотірам Бхатта
Мотірам Бхатта (неп. मोतीराम भट्ट; 8 вересня 1866, Катманду, Непал — 1896, там же) — непальський поет, співак, есеїст, видавець, літературний критик і біограф. Його вважають першим біографом і літературним критиком непальської літератури, і йому приписують відкриття першої приватної друкарні в Непалі прибл. 1888 року. Представник жанру газель в Непалі. Поліглот, який володів непальською, санскритом, перською, англійською, бенгальською, урду та неварською.
Написав біографію Бханубхакти Ачарії, яка відіграла значну роль у становленні Ачарії як першого поета непальською мовою. Вважається одним із сімнадцяти національних героїв Непалу і володар титулу Молодий поет.

## Ранні роки в Бенарасі
Народився 8 вересня 1866 року у Бхесіко Толе, Катманду, Непал, став другим сином у сім'ї Пандіта Дая Рама Бхатти та Ріпу Мардіні Деві Бхатти. У шість років залишив Катманду і з мамою поїхав до Бенареса, Індія, щоб здобути освіту. Його прийняли до школи перської мови, де він вивчив перську й урду. Його церемонія братабанди пройшла в Бенаресі. Там же познайомився з Бхаратенду Харішчандрою й навчався у нього. У цей період почав писати і співати газелі. Почав вивчати музику та грати на ситарі. Гру на ситарі опановував у знаного музиканта Панналали. У той період написав близько 400 віршів мовою урду.

## Шлюб
Він повернувся до Катманду у 1880 або 1881 року і у 15 років одружився. Деякий час залишився в Катманду і почав вивчати непальську співочу традицію. Він був зачарований народною дуетною піснею (дохорі), яку співають у сільській місцевості Непалу.
На церемонії одруження свого сусіда Кхадги Дутта Панді він почув вірш Бханубхакти Ачарії. Гість на весілля співав його вірші весь вечір. Бхатті дуже сподобалися пісні, що він вирішив знайти інші твори цього автора.

## Повернення до Бенараса
У грудні 1881 року разом з дружиною повернувся до Бенараса і почав вивчати англійську мову в місцевій школі. Почав відвідувати різні поетичні зустрічі. Одну з таких зустрічей організував Бхаратенду Харішчандра, присвячену давній поетичній традиції самасьяпурті. Самсьяпутрі — це віршований твір, який потрібно розв'язати та завершити. На одній із зустрічей Бхатта представив рішення, за що Харішчандра нагородив його десятьма рупіями. Вражений цим, Бхатта сам створив групу «Samasyāpūrti–maṇḍalī», до якої приєдналися Падмавілас Панта, Кашината, Ранганатха, Теджбахадура Рани та Чета Сінгха. На зустрічах він почав складати вірші в еротичному або романтичному стилі. Цей стиль отримав численних читачів і був визнаний успішним.
У Бенарасі видавав і редагував непальською мовою журнал «Bharat Jeevan». Друкував книги непальською мовою в друкарні Bharat Jeevan. Вперше опублікував «Балаканду» першу книгу непальською мовою «Рамаяни», а пізніше надрукував повне видання.
1886 року заснував журнал непальською мовою «Gorkha Bharat Jeevan». Вважається, що це перший новинний журнал, що видавався непальською. Проте жодного примірника журналу не збереглося. Єдиним доказом існування журналу є його реклама в журналі «Bharat Jeevan».

## Повернення до Катманду
Після приблизно семи років життя в Бенарасі повернувся до Катманду у 1888 або 1889 році. Після повернення Бхатта за допомогою своїх дядьків по матері Нари Дева Панді та Крішни Дева Панді тоді ж заснував компанію Motikrishna Dhirendra Company у Тааті, Катманду. Також відкрив бібліотеку, яка вважається першою бібліотекою в Непалі. Пізніше компанія відкрила медіа, знане як Pashupat press.
Разом з Наром Девом Панді, Лакшмі Дуттом Пантом, Гопі Натхом Лохані, Бходжом Раджом Панді й іншими друзями та знайомими заснував у Катманду групу «Mitra Mandali», натхненну його групою в Бенарасі. Група відповідала за створення та просування непальської поезії. Бхатта навчався в середній школі Дурбар. У школі потоваришував з Чандрою Шумшером Джангом Бахадуром Раном і Девом Шумшером Джангом Бахадуром Раном. Існує думка, що на ліберальні погляди Дева Шумшера вплинув Бхатта. Для здобуття вищої освіти вирішив поїхати до Колкати.

## Останні роки життя
У 1891 або 1982 році склав вступний іспит до Калькуттського університету. Він з'явився на іспиті, але не зміг його скласти. Він повернувся додому, а потім знову до Колкати 1895 або 1896 року і захворів. Через хворобу повернувся до Катманду. Був прикутим до ліжка протягом семи місяців і помер 1896 року у день Кунсе Аунсі, його місячний день народження у віці 30 років. Його кремували в Арягаті на березі річки Багматі.

## Літературний внесок
Його вважають основоположником прози в непальській літературі. Він писав нариси, п'єси й оповідання непальською мовою. У поезії писав на тему срінгар рас, що вважається романтичним стилем.
15 років працював у непальській літературі. За цей період написав і відредагував близько двадцяти п'яти літературних творів. Публікував також твори інших авторів.
Автор прози, а також кількох віршів на гінді й урду. Першим почав писати газелі в непальській літературі. Його шер «Dui aankhi bhau ta tayaar chhan tarbar po kina chahiyo, timi aafai malik bhaigayeu sarkar kina chahiyo» («Дві брови досить гострі, навіщо потрібен меч, якщо ти сам монарх, навіщо потрібно голосувати?») доволі знаний серед любителів газелі в Непалі.

## Видатні твори
Непальською мовою
- Manod Beg Prawah (Збірка віршів, 1942 BS)
- Пралахад Бгакті Катха (Епос, 1943 BS)
- Гаджендра Мокша (Епос, 1944 BS)
- Шакунуті (Дослідження прикмет, 1944 BS)
- Swapna Adhyaya (Дослідження снів, 1944 BS)
- Гафастак (1944 BS)
- Шакунтал (П'єса, 1944 BS)
- Сангіт Чандродая (Газелі, 1944 BS)
- Панчак Прапанча (Епопея, 1944 BS)
- Уша Чарітра (Епос, 1944 BS)
- Анупрас Манджарі (1944 BS)
- Чанакья Ніті (1945 BS)
- Падмаваті (п'єса, незавершена, 1945 BS)
- Pikdoot (Epic, 1945 BS)
- Каширадж Чандрасена (Епос, 1945 BS)
- Гульсановар (художня література, 1945 BS)
- Уханько Бахан
- Каал Бхрамар Самбад (Епос)
- Баал Джіббарнан (поема)
- Priyadarsika (П'єса, 1948 BS)
- Кабі Бханубгакта Ко Джіван Чарітра (біографія та критика Бханубгакти Ачар'ї, 1891 (1948 BS))
- Teej ko Katha

Урду
- Husna Afroz Aaram Dil (п'єса)

## Спадщина

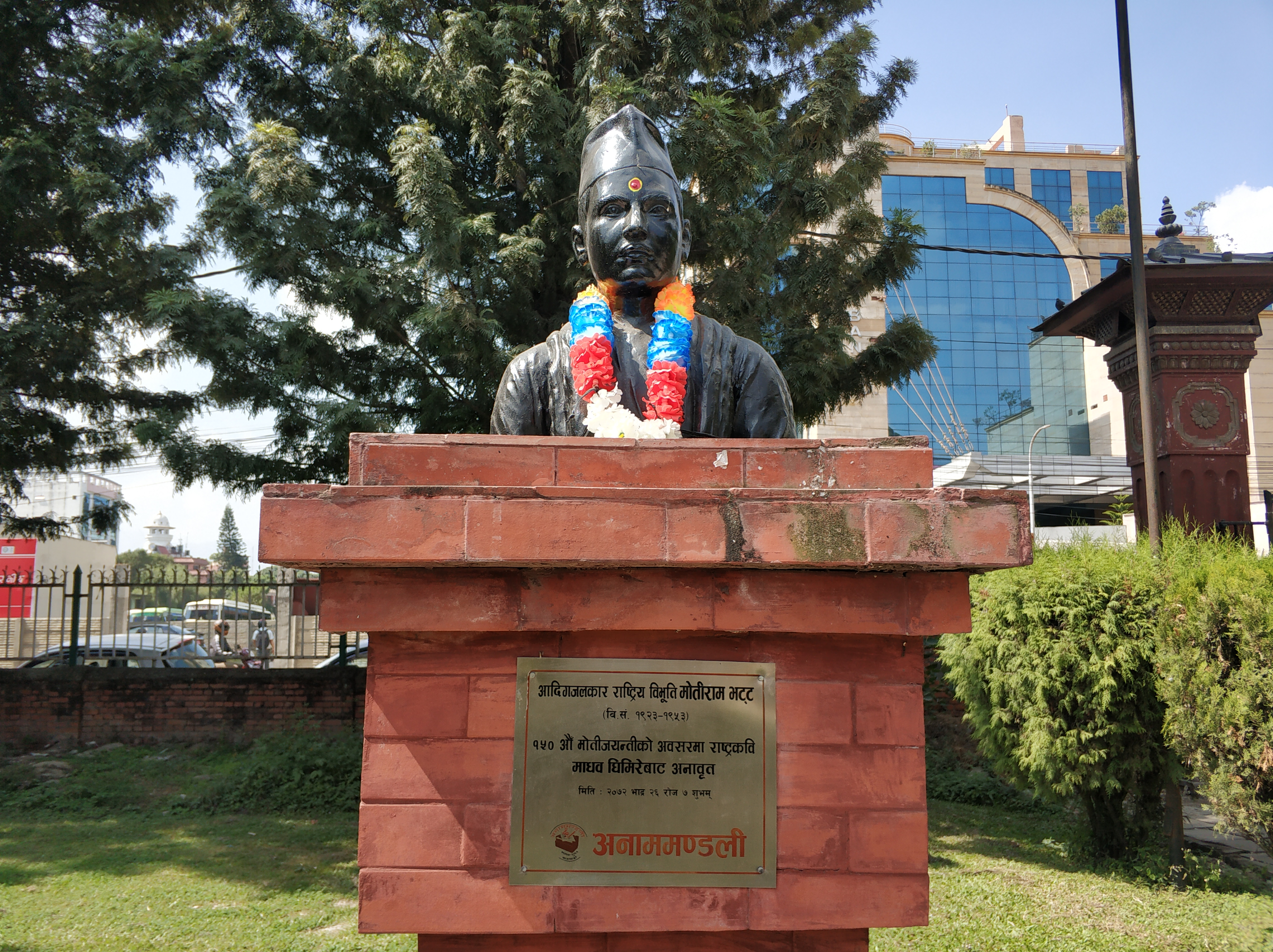
Статуя Мотірама Бхатти в Непальській академії Камаладі, Катманду.

Його день народження щороку відзначається непальською літературною спільнотою в день куше аунсі (непальський день батька). Премія Юби Барси Моті, нагорода для вшанування письменників, які зробили внесок у непальську літературу, була заснована на його честь Освітньою радою Непалу у 1985 або 1986 році. Нагорода надається щороку на його день народження.
Його біографію «कवि मोतीराम भट्टको सचित्र चरित्र वर्णन» написав його дядько по материнській лінії та літератор Нара Дев Панді.